# 群星紙業
群星紙業控股有限公司（港交所前上市編號：3868），簡稱群星紙業、群星，是中國大陸最大的裝飾原紙生產企業。公司總部分別設在山東省鄒平縣。公司主要生產「長星」品牌的高檔裝飾原紙，銷往北京、上海、廣州、瀋陽等各大城市，並出口到俄羅斯、東南亞等地區。
群星紙業在2007年10月2日在香港交易所主板上市，招股價為$5.35港元。首日收市價是$8.58港元，比招股價升60%，是2007年首日升幅最高的新股之一。不過，隨著香港股市在同年11月因美國次按危機而轉差，群星不久便跌穿招股價。
2013年12月，群星紙業被香港證監會入稟法院，涷結資產19.68億元，及向股東賠償。香港證監會指出群星紙業涉嫌披露虛假資料誘使投資者進行交易。

## 連結
- 群星紙業控股有限公司